# Спортивні походи
Спорти́вні тури́стські похо́ди — це групове або командне проходження туристичного спортивного маршруту певної протяжності з подоланням природних перешкод (перевалів, порогів, печер тощо) різної складності за нормативний час. Походи можуть бути організовані з таких видів спортивного туризму: пішохідного, гірського, лижного, водного, велосипедного, спелео, вітрильного, автомобільного, мотоциклетного, вітрильного, скандинавська ходьба. Можливе проведення комбінованих походів з елементами різних видів туризму, наприклад: пішохідна частина доповнюється водним сплавом.
Залежно від технічної складності, кількості природних перешкод, протяжності, тривалості походи поділяються на категорійні — з І до VI категорії складності та некатегорійні. До некатегорійних походів належать походи, що мають складність, протяжність або тривалість, меншу від установленої для маршрутів І категорії складності, — 1-3-денні походи (походи вихідного дня) та походи 1, 2, 3 ступеня складності.

### Основні нормативи спортивних туристських походів[2]
| Вид туризму та характеристика походів                                         | Категорійні походи (категорія складності — к.с.) | Категорійні походи (категорія складності — к.с.) | Категорійні походи (категорія складності — к.с.) | Категорійні походи (категорія складності — к.с.) | Категорійні походи (категорія складності — к.с.) | Категорійні походи (категорія складності — к.с.) | Некатегорійні походи (ступінь складності — ст.с.) | Некатегорійні походи (ступінь складності — ст.с.) | Некатегорійні походи (ступінь складності — ст.с.) | Некатегорійні походи (ступінь складності — ст.с.) |
| Вид туризму та характеристика походів                                         | I к.с.                                           | II к.с.                                          | III к.с.                                         | IV к.с.                                          | V к.с.                                           | VI к.с.                                          | 1-3 денні                                         | 1 ст.с.                                           | 2 ст.с.                                           | 3 ст.с.                                           |
| ----------------------------------------------------------------------------- | ------------------------------------------------ | ------------------------------------------------ | ------------------------------------------------ | ------------------------------------------------ | ------------------------------------------------ | ------------------------------------------------ | ------------------------------------------------- | ------------------------------------------------- | ------------------------------------------------- | ------------------------------------------------- |
| Тривалість походів у днях (не менше — для ступеневих та категорійних походів) | 6                                                | 8                                                | 10                                               | 13                                               | 16                                               | 20                                               | 1-3                                               | 3                                                 | 4                                                 | 6                                                 |
| Протяжність походів у кілометрах (не менше):                                  |                                                  |                                                  |                                                  |                                                  |                                                  |                                                  |                                                   |                                                   |                                                   |                                                   |
| пішохідний                                                                    | 130                                              | 160                                              | 190                                              | 220                                              | 250                                              | 300                                              | до 30                                             | 30                                                | 50                                                | 75                                                |
| лижний                                                                        | 130                                              | 150                                              | 170                                              | 210                                              | 240                                              | 300                                              | до 30                                             | 30                                                | 50                                                | 75                                                |
| гірський                                                                      | 100                                              | 120                                              | 140                                              | 150                                              | 160                                              | 160                                              | до 25                                             | 25                                                | 50                                                | 60                                                |
| водний (на гребних суднах та плотах)                                          | 150                                              | 160                                              | 170                                              | 180                                              | 190                                              | 190                                              | до 25                                             | 25                                                | 40                                                | 60                                                |
| велосипедний                                                                  | 250                                              | 400                                              | 600                                              | 700                                              | 800                                              | —                                                | до 50                                             | 50                                                | 80                                                | 120                                               |
| мотоциклетний                                                                 | 1000                                             | 1500                                             | 2000                                             | 2500                                             | 3000                                             | —                                                | —                                                 | —                                                 | —                                                 | -                                                 |
| автомобільний                                                                 | 1500                                             | 2000                                             | 2500                                             | 3000                                             | 3500                                             | —                                                | —                                                 | —                                                 | —                                                 | -                                                 |
| спелео (кількість печер)                                                      | 5                                                | 4-5                                              | 1-2                                              | 1-2                                              | 1                                                | 1                                                | до 3                                              | 3-4                                               | 2-3                                               | 1                                                 |
| вітрильний                                                                    | 150                                              | 200                                              | 300                                              | 400                                              | 500                                              | —                                                | —                                                 | —                                                 | —                                                 | -                                                 |

Категорія складності походу визначається відповідно до класифікації маршрутів (переліку класифікованих туристичних спортивних маршрутів), перевалів, печер.